# Liste der Monuments historiques in Pouilly (Oise)
Die Liste der Monuments historiques in Pouilly (Oise) führt die Monuments historiques in der französischen Gemeinde Pouilly auf.

## Liste der Bauwerke
| Bezeichnung        | Beschreibung              | Standort | Kennzeichnung | Schutzstatus | Datum | Bild |
| ------------------ | ------------------------- | -------- | ------------- | ------------ | ----- | ---- |
| Schloss von Sarcus | Erbaut im 16. Jahrhundert |          | PA60000022    | Inscrit      | 1999  |      |